# Pierre Darteuil
Pierre Darteuil, nom de scène de Pierre Maisonnat, est un acteur français, né le 12 juillet 1887 dans le 3e arrondissement de Paris, ville où il est mort le 21 mai 1955  (dans le 14e arrondissement).

## Théâtre
- 1933-1934 : Une robe en l'air d'Alfred Vercourt et Jean Bever, Théâtre Déjazet : Horace Neveu.
- 1935 : Jules couche-toi de Jean Rioux et Pierre Darteuil, Théâtre Déjazet[2].
- 1936 : Le Train de 8h47, opérette en 3 actes d'après Georges Courteline, livret de Léopold Marchès[3] et André Barde, musique de Charles Cuvillier
- 1948 : La Poule aux œufs d'or de Marc-Cab, Valentin Tharault et André Hornez, Casino-Montparnasse

## Filmographie
- 1930 : La Meilleure Bobonne (court métrage) : Bouchamiel
- 1931 : J'ai quelque chose à vous dire (court métrage) : Le mari
- 1931 : Un soir, au front : Pigeon
- 1931 : Mam'zelle Nitouche : Le vieux beau
- 1931 : L'Amour à l'américaine : Un monsieur
- 1932 : L'affaire est dans le sac : Stanislas, le monsieur ignoble
- 1932 : Comme une carpe : Laboursière
- 1932 : Chouchou poids plume : M. Lormeau
- 1932 : Le Billet de logement : L'ordonnance Moulard
- 1933 : Faut réparer Sophie : Lebidou
- 1934 : Sans famille : Le docteur
- 1934 : Le Chéri de sa concierge
- 1935 : Si j'étais le patron : Villiers
- 1936 : Jeunesse d'abord de Jean Stelli et Claude Heymann
- 1936 : La Vie parisienne
- 1938 : L'Appel du silence
- 1938 : Une de la cavalerie : L'adjudant
- 1938 : La Présidente : Un huissier
- 1938 : Le Roman de Werther
- 1943 : Forces occultes de Jean Mamy (moyen métrage)
- 1943 : Des jeunes filles dans la nuit
- 1945 : Farandole
- 1946 : Cyrano de Bergerac
- 1947 : Gonzague (court métrage)
- 1947 : Les Amants du pont Saint-Jean : Rival

### Doublage
- 1933 : L'Affaire Pichler (Der brave Sünder) : Leopold Pichler (Max Pallenberg)